# Erich Lawall
Erich Heinrich Ludwig Lawall (* 28. Juni 1899 in Saarbrücken; † 16. September 1973 ebenda) war ein deutscher Jurist.

## Leben

### Jugend und Erster Weltkrieg
Lawall wurde als Sohn eines Seminaroberlehrers geboren und wurde 1905 an der Volksschule in Saarbrücken eingeschult. Ab 1909 besuchte er das städtische Ludwigsgymnasium, drei Jahre später wechselte Lawall an das Realgymnasium, wo er im Juni 1917 sein Notabitur ablegte. Nachdem er als Fahnenjunker in das Deutsche Heer eingetreten war, kämpfte Lawall bis zum Ende des Ersten Weltkrieges an der Front. 
Für seinen Einsatz wurden Lawall das Eiserne Kreuz II. und I. Klasse, das Friedrich-August-Kreuz II. Klasse, das Ehrenkreuz für Frontkämpfer sowie das Schlesische Bewährungsabzeichen II. Klasse verliehen. Im Mai 1920 schied er als Leutnant aus der Reichswehr aus.

### Weimarer Republik
Zum Sommersemester 1920 immatrikulierte sich Lawall an der Albert-Ludwigs-Universität Freiburg im Fach Rechtswissenschaften. Während des Studiums wurde er 1920 Mitglied der Burschenschaft Saxo-Silesia Freiburg. Mit dem Freikorps Oberland nahm er 1921 an der Niederschlagung der Aufstände in Oberschlesien teil. Nach drei Semestern wechselte Lawall im Wintersemester 1921/22 an die Philipps-Universität Marburg und legte im Mai 1923 in Kassel sein erstes Staatsexamen mit der Note „ausreichend“ ab. Nur 13 Tage später wurde er an der Marburger Universität zum Doktor der Rechte promoviert; seine Dissertation „Ein Beitrag zum Begriff des körperlichen Gegenstandes (§ 90 B.G.B.)“ wurde mit „rite“ bewertet.
Nach der Vereidigung im Staatsdienst begann Lawall im Juli 1923 das Rechtsreferendariat im Oberlandesgerichtsbezirk Köln, zu dem auch das Saargebiet zu dieser Zeit zählte. Im Juni 1926 legte er in Berlin sein zweites Staatsexamen wiederum mit der Note „ausreichend“ ab.
Anschließend arbeitete er in der Justizverwaltung des Saargebiets, unter anderem als Hilfsrichter an den Amtsgerichten Saarbrücken, Tholey, Saarlouis und Lebach.

### Nationalsozialismus und Zweiter Weltkrieg
Lawall trat zum 1. Juni 1933 der NSDAP bei (Mitgliedsnummer 2.683.575). Er war ab 1936 stellvertretender Lagerkommandant im Gemeinschaftslager „Hanns Kerrl“ für Referendare in Jüterbog tätig. Dieses Lager wurde zwischen 1933 und 1939 von 20.000 Referendaren im Rahmen eines achtwöchigen Pflichtaufenthalts durchlaufen. Im Rahmen seiner späteren Beförderungen fand die Rolle Lawalls im Nationalsozialismus zwar Erwähnung, wurde jedoch nicht weiter problematisiert.
Im Zweiten Weltkrieg wurde er u. a. mit dem Ritterkreuz des Eisernen Kreuzes ausgezeichnet. Er war 1942 Kommandeur des Gebirgs-Jäger-Regiments 98.

### Oberlandesgerichtspräsident, Kriegsgefangenschaft und Entnazifizierung
Von Juni 1943 bis 1944 war er Präsident des Oberlandesgerichtes Köln. An der Amtseinführung nahm der damalige Reichsjustizminister Otto Georg Thierack teil. Nach Kriegsdienst und Kriegsgefangenschaft wurde Lawall im Juli 1950 in einem Sühneverfahren als „Mitläufer“ eingestuft. Ein Jahr später wurde ein Entlastungszeugnis ausgestellt, sodass er erneut in die Justiz aufgenommen werden konnte.
Von 1956 bis 1964 war Lawall Präsident des Oberlandesgerichtes Saarbrücken. Von 1959 bis 1964 war er zudem Präsident des Verfassungsgerichtshofes des Saarlandes.

### Verwandtschaft
Der elfte Bundespräsident der Bundesrepublik Deutschland Joachim Gauck ist über den aus dem Saarland stammenden Ehemann seiner Tante mit Lawall verschwägert gewesen.